# Arbeiderpartiet
Arbeiderpartiet (Ap) (Nederlands: Arbeiderspartij), voorheen Det Norske Arbeiderpartiet, is een Noorse, sociaaldemocratische politieke partij. Als partijideologie geldt de sociaaldemocratie; men is een sterke verdediger van de Noorse sociale welvaartsstaat. In de laatste decennia is de partij wel meer richting het economisch liberalisme geschoven.
De partij werd eind negentiende eeuw opgericht, begon daarna aan een snelle groei en werd al in 1927 de grootste partij van het land. Die positie hebben de sociaaldemocraten niet meer afgestaan. Van 1935 tot 2013 ze op enkele onderbrekingen van in totaal negentien jaar na Noorwegen (mede) bestuurd. In de jaren 1960 en 1970 stond de partij op zijn sterkst, daarna daalde het stemmenaantal wat.
De partij is in Nederland het best te vergelijken met de PvdA, in Vlaanderen heeft Vooruit de meeste inhoudelijke overeenkomsten.  

## Geschiedenis

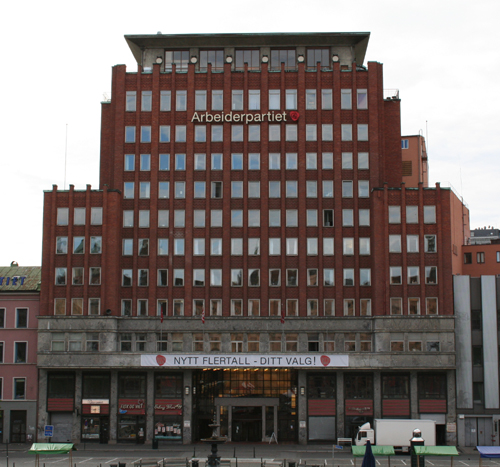
Hoofdkantoor van de Arbeiderspartij in het centrum van Oslo

De Arbeiderspartij werd opgericht op 21 augustus 1887 en nam voor het eerst deel aan de verkiezingen voor het Noorse Parlement, het Storting, in 1894. In 1921 kwam het tot de afsplitsing van de Norges Socialdemokratiske Arbeiderparti (Nederlands: Noorse Sociaaldemocratische Arbeiderspartij) als gevolg van de beslissing van twee jaar eerder om zich bij de Komintern aan te sluiten. In 1927 besliste de oorspronkelijke Arbeiderpartiet om de banden met de Communistische Internationale door te knippen en voegden de dissidenten zich weer bij de partij. Een kleine minderheid splitste zich toen af en vormde de Norges Kommunistiske Parti (Noorse Communistische Partij). De revolutionair-socialistische gedachte werd begin jaren 1930 aan de kant geschoven.
In 1927 wist de partij voor de eerste keer een meerderheid van stemmen te bemachtigen. De eerste regeringsdeelname van de Arbeiderspartij in 1928 was echter van korte duur. In 1935 kwam de Arbeiderspartij aan de macht. Daarna bleef ze tot het eind van de 20e eeuw grotendeels aan de macht. Na de Tweede Wereldoorlog pleitte de partij voor de sociale zekerheid in Noorwegen. De Noorse welvaartsstaat kan gezien worden als een van de belangrijkste verdiensten van de partij. De laatste jaren staat de partij niettegenstaande ook privatisering van overheidsbedrijven toe.
Een internationaal bekende partijleider in de tweede helft van de twintigste eeuw was Gro Brundtland, die driemaal premier was en in opdracht van de Verenigde Naties een commissie voorzat die in 1983 het zogenaamde Brundtland-rapport publiceerde met een beroemde definitie van duurzame ontwikkeling.
Bij de verkiezingen van 2001 leed de Arbeiderspartij een ernstige nederlaag en moest men in de oppositie. De
verkiezingen van 2005 leverden een forse overwinning op, maar in plaats van weer een minderheidsregering te vormen zoals voorheen vaak gebeurde, kwam de Arbeiderspartij voor vrijwel de eerste keer in haar geschiedenis tot een regeringscoalitie. Deze "rood-groene" regering stond onder leiding van premier Jens Stoltenberg, de toenmalige partijvoorzitter van Ap, en was een coalitie samen met de Senterpartiet (een gematigde boerenpartij) en de progressieve Sosialistisk Venstreparti. Deze coalitie kon ook na de verkiezingen van 2009 blijven regeren.
Op 22 juli 2011 pleegde de extreemrechtse Anders Breivik een aanslag op het jaarlijkse zomerkamp van de jeugdafdeling van de Arbeiderspartij op het eiland Utøya. Bij die aanslag vielen bijna zeventig doden, waaronder vele minderjarigen, en meer dan honderd gewonden.
In de daaropvolgende maand september vonden er gemeenteraadsverkiezingen plaats in Noorwegen. De sociaaldemocraten werden met bijna 32% (2,0 procentpunt meer dan de vorige keer) opnieuw de grootste partij van het land. De partij verloor echter haar positie in Oslo en werd zo van de vier grootste steden alleen in Trondheim de grootste partij.
Bij de Noorse parlementsverkiezingen 2013 werd Ap weliswaar de grootste partij, maar het rood-groene blok had geen meerderheid meer. Høyre-leider Erna Solberg maakte een rechts kabinet, waardoor de Ap in de oppositie terechtkwam. Ook na de verkiezingen in 2017 bleef Ap in de oppositie.
Vanaf de verkiezingen in 2021 kon Ap weer de premier van het land leveren. De partij van Jonas Gahr Støre werd opnieuw de grootste partij van het land en kon een centrumlinkse regering vormen die een meerderheid had in het Storting. Uiteindelijk kwam er een centrumlinkse minderheidsregering van Ap en Senterpartiet (Sp) tot stand, onder de naam kabinet-Støre.

## Partijleiders
- Anders Andersen (1887–1888)
- Hans G. Jensen (1888–1889)

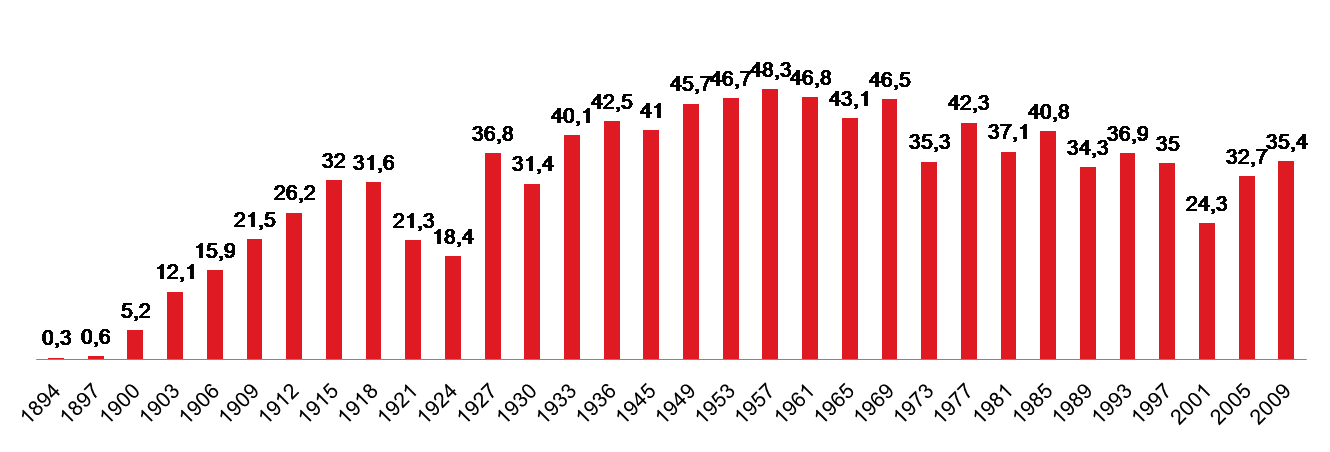
Stemmenpercentage sinds 1894

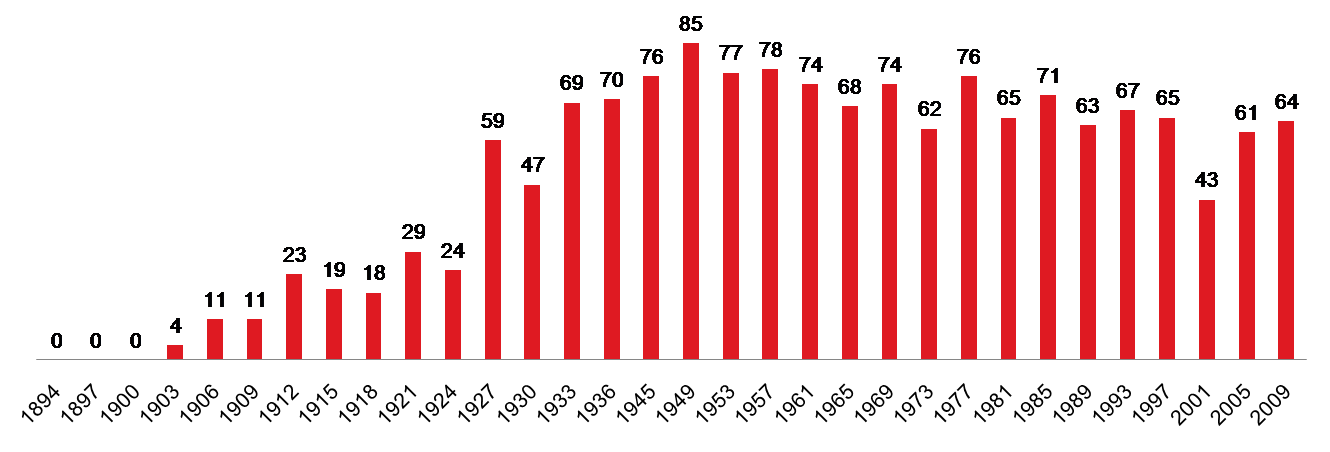
Zetels in het Storting sinds 1894

- Christian Holtermann Knudsen (1889–1890)
- Carl Jeppesen (1890–1892)
- Ole Georg Gjøsteen (1892–1893)
- Gustav A. Olsen-Berg (1893–1894)
- Carl Jeppesen (1894–1897)
- Ludvig Meyer (1897–1900)
- Christian Holtermann Knudsen (1900–1903)
- Christopher Hornsrud (1903–1906)
- Oscar Nissen (1906–1911)
- Christian Holtermann Knudsen (1911–1918)
- Kyrre Grepp (1918–1922)
- Emil Stang jr. (1922–1923)
- Oscar Torp (1923–1945)
- Einar Gerhardsen (1945–1965)
- Trygve Bratteli (1965–1975)
- Reiulf Steen (1975–1981)
- Gro Harlem Brundtland (1981–1992)
- Thorbjørn Jagland (1992–2002)
- Jens Stoltenberg (2002–2014)
- Jonas Gahr Støre (2014–)